# Włosień (wieś)

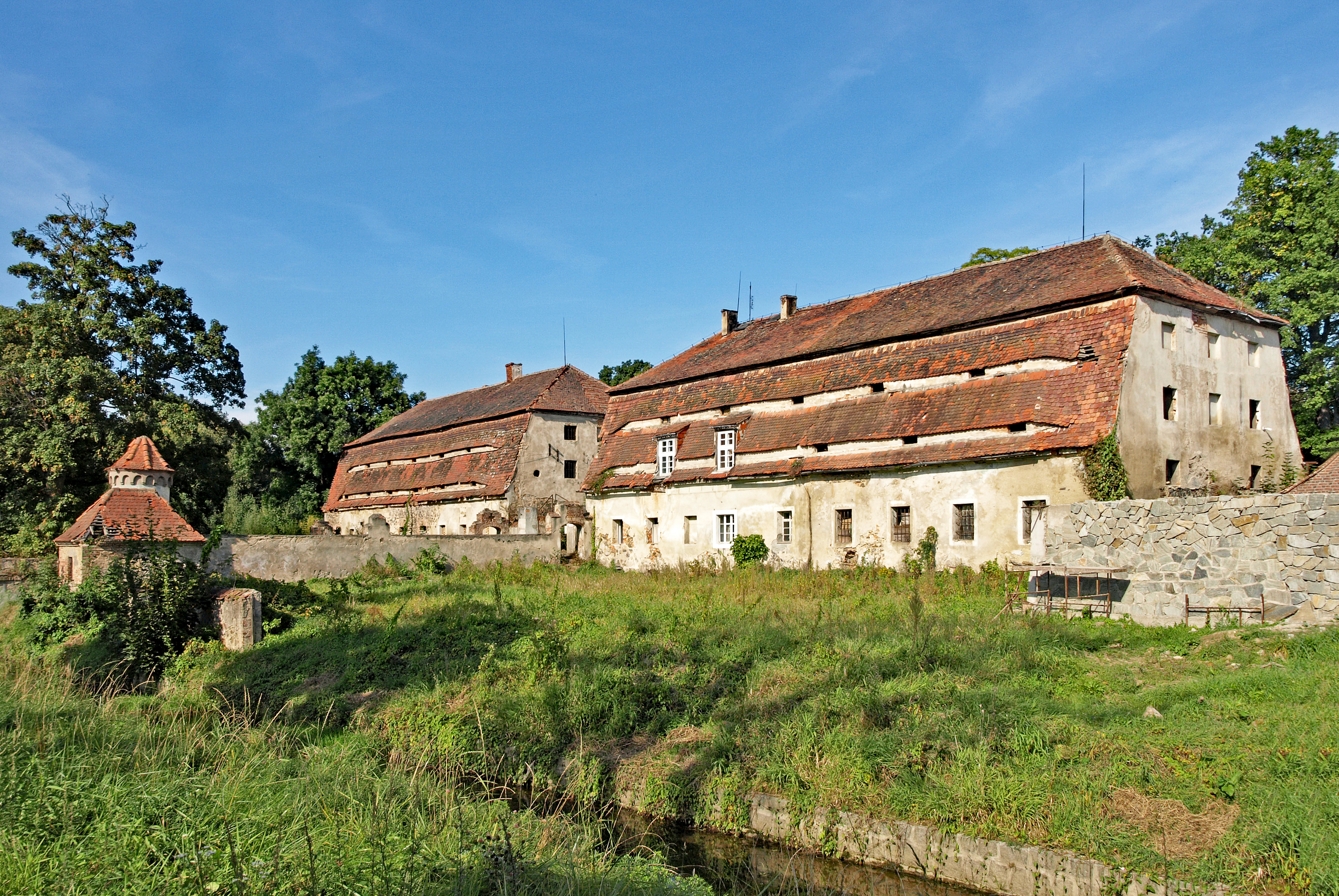
Zabudowania gospodarcze

Włosień (niem. Heidersdorf) – wieś w Polsce położona w województwie dolnośląskim, w powiecie lubańskim, w gminie Platerówka, która jest jedną z najmniejszych gmin w Polsce. Jest to największa miejscowość w gminie Platerówka. W starej dokumentacji Włosień funkcjonuje jako Włosień Dolny i Włosień Górny. Przez miejscowość płynie rzeka Włosienica.

## Podział administracyjny
W latach 1975–1998 miejscowość należała administracyjnie do województwa jeleniogórskiego.

## Demografia
Według Narodowego Spisu Powszechnego (III 2011 r.) liczył 756 mieszkańców, z czego 49,5% stanowią kobiety, a 50,5% mężczyźni. Jest największą miejscowością gminy Platerówka.

## Transport
Przez wieś przebiega droga wojewódzka nr 358.

### Transport publiczny
We wsi znajduje się przystanek PKS. Na obrzeżach wsi znajduje się przystanek kolejowy Batowice Lubańskie.

## Zabytki
Do wojewódzkiego rejestru zabytków wpisane są następujące obiekty:
- zespół pałacowy we Włosieniu Dolnym, z XVIII-XIX w.:
  - pałac (ruina). Od 2016 r. trwają prace mające na celu przywrócenie dawnej świetności temu zabytkowi.Pałac został wybudowany w latach 1716-20 z inicjatywy Hansa Gottloba von Gablenza, gruntowna przebudowa nastąpiła w XIX wieku. W 1887 r. dokonano jego przebudowy, mającej na celu nadanie pałacowi bardziej "staroniemieckiego" stylu. W tym celu sprowadzono architekta Hülsenbecka, który zaprojektował m.in. podjazd pod 30 - stopniowe schody. W latach 1931–1945 majątek należał do hrabiego Maksymiliana von Sponeck. W tym czasie w pałacu kwitło życie towarzyskie. Bywali tu przedstawiciele arystokracji z całych Niemiec, a także zagraniczni dyplomaci. Między innymi goszczono irlandzkiego ambasadora Wornoca i brytyjskiego attaché wojskowego Browna. Jako że rodzina von Sponeck była spokrewniona z arystokracją rosyjską, w pałacu znaleźli schronienie biali emigranci - hrabiostwo Cronjhelm. W czasie ostatniej wojny na terenie pałacu mogli również pracować polscy jeńcy, najprawdopodobniej ze stalagu w Zgorzelcu. Po zakończeniu działań wojennych pałac został ogołocony przez szabrowników. Wiadomo, że znajdowały się w nim cenne zbiory porcelany, szkła i malarstwa.
  - park
  - zabudowania gospodarcze
- park we Włosieniu Górnym, z XVIII w.

inne
- dwór we Włosieniu Górnym (nr 104), budynek murowany wybudowany na planie prostokąta z ozdobnym portalem, dwupiętrowy z użytkowym poddaszem, kryty dachem czterospadowym. Obiekt wzmiankowany w 1845 r., prawdopodobnie wzniesiony po 1830 r. Własność Ferdinanda von Gersdorf[7]. Obecnie Zespół Placówek Terapeutyczno-Wychowawczych. Do 2013 r. w obiekcie funkcjonował Zespół Szkół Ponadgimnazjalnych - Collage, w skład którego wchodziły: * Gimnazjum, * 4-letnie Technikum Zawodowe, * 3-letnia Zasadnicza Szkoła Zawodowa, * 3-letnie Technikum dla Dorosłych. Głównym atutem szkoły była możliwość zdobycia prawa jazdy. Szkoła posiadała własne warsztaty samochodowe z pełnym wyposażeniem. W lutym 2013 r. podczas nadzwyczajnej sesji Rady Powiatu w Lubaniu, radni podjęli decyzję o likwidacji Zespołu Szkół Ponadgimnazjalnych. Jednak pozostawiono Gimnazjum, którym administrowała gmina Platerówka jako organ prowadzący[8]. W 2014 r. budynek ZSP zajął nowo utworzony  Zespół Placówek Terapeutyczno-Wychowawczych[9].

## Przyroda
W pobliżu wsi znajduje się góra pochodzenia wulkanicznego zwana Czubatką, która stanowi interesujący punkt geologiczny, a ze szczytu tej góry można dostrzec krajobraz drugiego wulkanu-zwanego górą Czapli.